# Rozas de Puerto Real
Rozas de Puerto Real là một đô thị trong Cộng đồng Madrid, Tây Ban Nha. Đô thị này có diện tích 32 km², dân số theo điều tra năm 2010 của Viện thống kê quốc gia Tây Ban Nha là 446 người. Đô thị này nằm ở khu vực có độ cao 878 mét trên mực nước biển.